# Supporters de l'USM Alger
Les Supporters de l'USM Alger sont des spectateurs du club de football Union sportive de la médina d'Alger évoluant dans la ville d'Alger en Algérie.

## Répartition des supporters

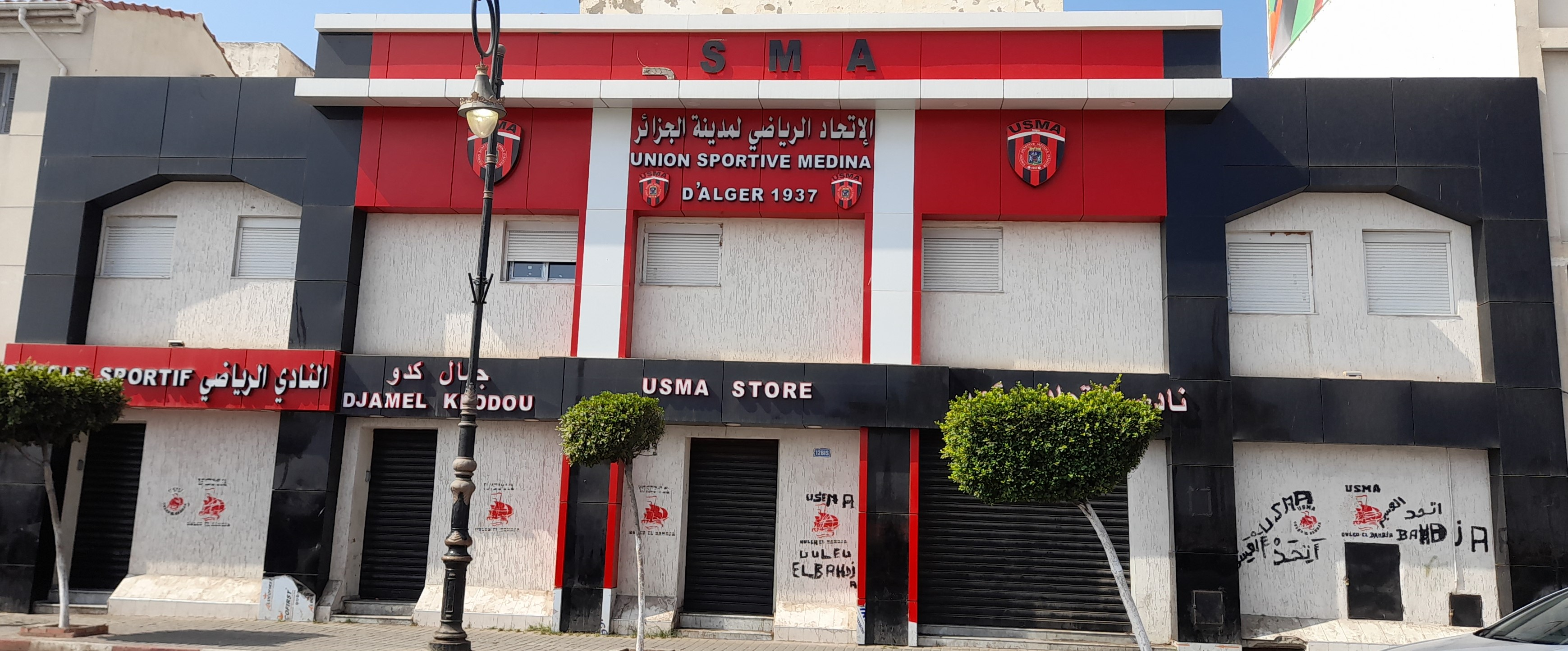
Cercle de l'USM Alger sous le nom de Djamel Keddou.

Le principal et actuel groupe est Ouled El-Bahdja, qui signifie «les fils de la Radieuse», surnom d'Alger. Le groupe ne se revendique pas de la sous-culture ultra. Quelques groupes ultras ont existé comme les «I Rossi Algeri» ou les «Ultras Diablos», mais ils se sont dissous aux alentours de 2010.
Créatifs et chambreurs, les supporters de l'USMA possèdent des chansons spéciales pour chaque club rival. Leur répertoire comprend aussi des chansons sociopolitiques avec des paroles très engagées telles que «Qilouna!» (foutez-nous la paix !), La casa del Mouradia, Babour ellouh, etc. Ces chansons rencontrent un large écho parmi la population algérienne. En 2019, lors des manifestations qu'a connu l'Algérie, les chansons du groupe Ouled El Bahdja sont reprises par les manifestants à travers le pays les propulsant ainsi sur le devant de la scène internationale.
La Casa del Mouradia, chant daté de 2018 avec un fort contenu hostile au régime, devient un chant emblématique des manifestations du vendredi. Son titre inspiré de la série télévisée La Casa de papel évoque le Palais d'El Mouradia, palais présidentiel, symbole du régime. Les paroles résument les quatre premiers mandats de Bouteflika au fil desquels le mal-être de la jeunesse algérienne n’a cessé de s’amplifier.
Le 26 novembre 2011 au stade du 5 juillet 1962, à l'occasion d'un derby face au Mouloudia d'Alger, les supporters Usmistes sont devenus les premiers supporters en Algérie à réaliser un tifo de grande envergure. Ce tifo arborait l'inscription UNITED aux couleurs du club.
Le 14 décembre 2022, Ouled EL Bahdja a annoncé avoir arrêté son activité après 15 ans. Ses membres ont déclaré qu'après une profonde réflexion qui a duré plusieurs mois dans l'intérêt du club, ils se retirent, et deuxièmement, ils ne sont plus en mesure de servir l'USM Alger comme ils le faisaient auparavant, et aussi les problèmes et le harcèlement qui leur sont arrivés, et même d'eux. Il a été traîné devant les tribunaux et la déclaration s'est conclue par le slogan, l'USMA restera, EL Bahdja restera et l'histoire restera.

## Drames
Le 5 juillet 1997, en pleine décennie noire, trois supporters de l'USMA qui fêtaient la coupe d'Algérie remportée par leur club sont assassinés dans un faux barrage à Frais Vallon.
Le 21 septembre 2013, deux supporters de l'USM Alger sont décédés alors qu'ils assistaient au match contre le MC Alger, après l'effondrement d'une partie du Stade du 5-Juillet-1962. La mort des supporters Azeeb Sufyan et Saif al-Din Darhoum, et les blessures de plusieurs centaines d'autres, a gâché la joie de gagner les Darby supporters de l'USM Alger. Le drame s'est produit dix minutes après la fin du match,.
Le 9 septembre 2018 contre Al-Qowa Al-Jawiya au Stade Omar-Hamadi et à la 70e minute du retrait des joueurs d'Al-Quwa Al-Jawiya pour protester contre les chants offensants des spectateurs. Après avoir mentionné le nom de l'ancien président Saddam Hussein et des slogans anti-Chiisme provoquant la colère de Bagdad, le ministère irakien des affaires étrangères a convoqué l'ambassadeur d'Algérie à Bagdad pour des "chants sectaires" tenus par des supporters algériens Ahmed Mahjoub, porte-parole des affaires étrangères irakiennes, a déclaré que Bagdad avait exprimé "l'indignation du gouvernement et du peuple irakiens... face à la glorification du visage horrible du régime dictatorial meurtrier de Saddam Hussein", qui a été renversé en 2003 lors de l'Invasion de l'Irak par les États-Unis. plus tard, le directeur général Abdelhakim Serrar a déclaré que les inquiétudes des supporters dérangeaient l'équipe irakienne, je présente mes excuses. Le gardien et capitaine Mohamed Lamine Zemmamouche a également présenté ses excuses à la délégation irakienne pour le comportement des supporters.

## Supporters célèbres

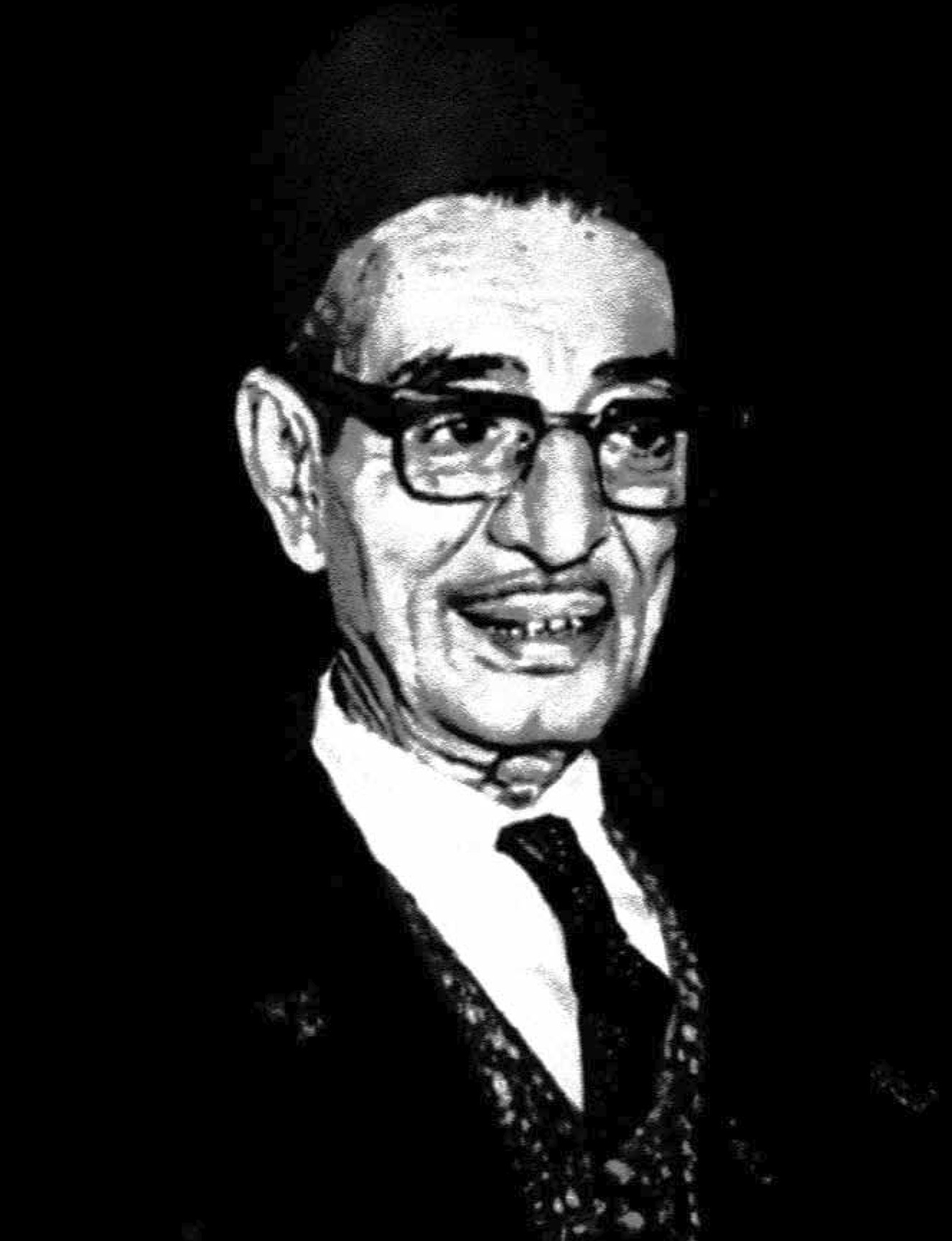
El Hadj M'hamed El Anka Le Grand Maître de la musique classique andalouse et de la musique chaâbi algérienne, il était l'un des plus grands fans du club, qui a le produit de plusieurs concerts pour l'USM Alger.

Au niveau des célébrités, de nombreux chanteurs populaires chaâbi encouragent l'USMAlger, notamment Hadj El Anka Le Grand Maître de la musique classique andalouse et de la musique chaâbi algérienne était l'un des plus grands fans du club, aidant également le club grâce à ses revenus de concerts. Le chanteur chaâbi, El Hachemi Guerouabi, était un célèbre supporter de l'USM Alger et avait l'habitude de venir plusieurs fois au stade pour voir son équipe préférée. a également dédié une de ses chansons à l'USMA. Il existe de nombreux chanteurs chaâbi populaires qui soutiennent le club, comme Abdelkader Chaou et Mourad Djaafri qui ont présenté de nombreuses chansons pour l'USMA. Au niveau des politiciens, le fan le plus en vue était le premier président de l'Algérie, Ahmed Ben Bella, qui était un ancien joueur pendant le colonialisme français. Alors qu'il était joueur à l'Olympique de Marseille, Ben Bella a assisté à la première finale du championnat d'Algérie et le vainqueur a été l'USM Alger où lui a remis la coupe du championnat, après le coup d'État contre lui et l'a placé en résidence surveillée par Houari Boumediene. Ben Bella posait toujours des questions sur l'USM Alger, Ben Bella était le président d'honneur du club jusqu'à sa mort en 2012.
Aussi, Mohamed Boudiaf était un leader politique algérien et l'un des fondateurs du Front de libération nationale (FLN) et président du Haut Comité d'État était un fan du club. Yacef Saâdi, président du club de 1972 à 1975, a été ancien combattant du FLN, dont il était le chef de la zone autonome d'Alger lors de la bataille d'Alger en 1957, pendant la guerre d'Algérie et a également été président d'honneur jusqu'à sa mort en 2021,. Ancien président de la Fédération algérienne de football, Mohamed Raouraoua est un fan du club et pendant son mandat, Raouraoua a été accusé d'avoir aidé l'USM Alger et d'avoir été à l'origine de sa conquête de titres. Le chanteur et rappeur algérien Soolking est également connu comme un grand fan des Rouges et Noirs et a collaboré avec Ouled EL Bahdja pour sortir la chanson "Liberté", qui a atteint une grande renommée et a dépassé les 300 millions de vues sur YouTube. Le 16 novembre 2021, Soolking a sorti une chanson Son nom est Lela, dont certaines ont été tournées au stade Omar Hamadi avec les supporters de l'USM Alger. Au niveau des athlètes, un nombre important d'athlètes algériens les plus célèbres, notamment le champion olympique et mondial d'athlétisme Djabir Saïd-Guerni, l'athlète de décathlon Larbi Bourrada et Adlène Guedioura fils de l'ancien attaquant international algérien Nacer et également l'ancien joueur dans le club.
- Ahmed Ben Bella (1er président de l'Algérie)
- El Hadj M'hamed El Anka (Chanteur algérien de chaâbi)
- El Hachemi Guerouabi (Chanteur algérien de chaâbi)
- Abdelkader Chaou (Chanteur algérien de chaâbi)
- Yahia Benmabrouk (Comédien et acteur de cinéma algérien)
- Ahmed Benaïssa (Acteur franco-algérien)
- Mustapha Laribi (Acteur algérien)
- Adel Amrouche (Entraîneur de football algérien)
- Mohamed Raouraoua (Ancien président de la Fédération algérienne de football)
- Larbi Bourrada (Athlète de décathlon)
- Djabir Saïd-Guerni (Athlète Championnats du monde d'athlétisme)
- Soolking (rappeur, chanteur et danseur algérien)
- Adlène Guedioura (Footballeur)
- Yacef Saâdi (écrivain, cinéaste, sénateur au Conseil de la nation)
- Mohamed Boudiaf (Président du Haut Conseil d'État)

## Production musicale par Ouled EL Bahdja
Ouled EL Bahdja est considéré comme le meilleur en Algérie dans le domaine du chant sportif, Certaines de ses chansons ont été modifiées par les fans d'autres clubs en Algérie en raison de sa popularité, à partir de 2018, le groupe est devenu le leader des chansons politiques sur le régime au pouvoir, et le propriétaire du club Ali Haddad, connu pour ses relations étroites avec Saïd Bouteflika (frère du président de la République) Abdelaziz Bouteflika. dans la chanson ULTIMA VERBA, Dans laquelle il critiquait où il y mentionnait le clip A bas l'état et ceux qui ont construit l'autoroute, Et le sens de sa société, qui l'a construit ETRHB Haddad, Avec le début des protestations en Algérie, les manifestants ont utilisé les chansons du club, notamment La Casa Del Mouradia et Babor Ellouh. Le 14 mars 2019, le chanteur algérien Soolking a sorti une chanson avec Ouled EL Bahdja sur les manifestations intitulée la Liberté,. Une semaine après sa mise en ligne sur YouTube, le clip approche les 18 millions de vues. Le 10 juin 2019, la chanson la Liberté a franchi les 100 millions de vues.
| Année | Chanson                          | Regardé dans YouTube | Vues jusqu'au 25 décembre 2021 |
| ----- | -------------------------------- | -------------------- | ------------------------------ |
| 2003  | Men Sabni Fi Bologhine           | YouTube              | 79 438                         |
| 2007  | Katrou Hmoumi                    | YouTube              | 525 018                        |
| 2015  | Les vrais Supporteurs            | YouTube              | 1 109 673                      |
| 2015  | Jamais Nkhounou                  | YouTube              | 1 822 907                      |
| 2016  | WSSAYA FI STOR                   | YouTube              | 2 645 303                      |
| 2016  | HWAK NTI                         | YouTube              | 82 245                         |
| 2018  | Babor Elou7                      | YouTube              | 30 604 569                     |
| 2018  | La Casa Del Mouradia             | YouTube              | 13 924 934                     |
| 2018  | Y'en a marre                     | YouTube              | 13 215 858                     |
| 2018  | Qilouna                          | YouTube              | 6 311 014                      |
| 2018  | Wlid el virage                   | YouTube              | 4 801 695                      |
| 2019  | ULTIMA VERBA                     | YouTube              | 15 297 014                     |
| 2019  | Liberté                          | YouTube              | 301 409 432                    |
| 2019  | Nar El Hamra - نار الحمرة        | YouTube              | 6 900 572                      |
| 2019  | Azma w Victoire / أزمة و فيكتوار | YouTube              | 3 470 814                      |
| 2019  | El Bahdja Qanoun                 | YouTube              | 4 611 008                      |
| 2019  | Qoloulou قولولو                  | YouTube              | 22 968 142                     |
| 2019  | 5 Juillet                        | YouTube              | 2 463 691                      |
| 2020  | FI HALI NSSIR                    | YouTube              | 16 137 736                     |
| 2021  | Wqat 3ssiba - وقات عصيبة         | YouTube              | 17 924 142                     |
| 2023  | ERRAHLA                          | YouTube              | 12 979 125                     |
| 2024  | Ghrami lik kbir                  | YouTube              | 311 162                        |